# Ilja Dragunov
Ilja Rukober (né le 10 octobre 1993 à Moscou) est un catcheur (lutteur professionnel) russe. Il travaille actuellement à la World Wrestling Entertainment, dans la division Raw, sous le nom d'Ilja Dragunov.

## Jeunesse
Rukober est né à Moscou, en Russie et a émigré à Berlin, en Allemagne, avec sa mère à l'âge de cinq ans. Ni lui ni sa mère ne parlaient l'allemand. Avant de se lancer dans le catch, Rukober a occupé divers emplois dès son plus jeune âge pour aider à subvenir aux besoins de sa famille, notamment en travaillant dans une pizzeria ou encore dans une station-service.

## Carrière de catcheur

### Westside Xtreme Wrestling (2013-2019)
Le 3 août 2019, lui et WALTER battent Aussie Open (Kyle Fletcher et Mark Davis) pour remporter les wXw World Tag Team Championship.

### Progress Wrestling (2018-2020)
Lors de Chapter 91: Prog On The Tyne, il bat Jordan Devlin pour devenir Challenger n°1 pour le PROGRESS Unified World Championship,. Lors de Chapter 92: Entertaining Friends, il perd contre WALTER et ne remporte pas le PROGRESS Unified World Championship,.

### World Wrestling Entertainment (2019-...)
Le 27 février 2019, la WWE annonce officiellement sa signature.

#### Débuts àNXT UKet champion deNXT UK(2019-2022)
Le 15 mai 2019 à NXT UK, il fait ses débuts dans le show orange, dispute son premier match et bat Jack Starz. 
Le 31 août à NXT UK TakeOver: Cardiff, il perd face à Cesaro.
Le 25 janvier 2020 à Worlds Collide, il perd face à Finn Bálor.
Le 22 août 2021 à NXT TakeOver: 36, il devient le nouveau champion de NXT UK en battant WALTER et remporte le titre pour la première fois de sa carrière.
Le 7 juillet 2022 à NXT UK, en raison d'une blessure au pied gauche, il est contraint d'abandonner la ceinture, ce qui met fin à un règne de 319 jours.

#### Retour, débuts àNXTet champion deNXT(2022-2024)
Le 20 septembre à NXT 2.0, il fait son retour de blessure après 2 mois et demi d'absence et ses débuts dans le show jaune, où il confronte le champion de NXT, Bron Breakker et JD McDonagh qui venait de battre Tyler Bate pour devenir aspirant no 1 à la ceinture. La semaine suivante à NXT, il dispute son premier match et bat Xyon Quinn.
Le 1er avril 2023 à NXT Stand & Deliver, il ne remporte pas le titre Nord-Américain de NXT, battu par Wes Lee dans un Fatal 5-Way match qui inclut également Dragon Lee et Axiom. Le 28 mai à NXT Battleground, il bat Dijak dans un Last Man Standing match. 
Le 30 juillet à NXT: The Great American Bash, il ne remporte pas le titre de NXT, battu par Carmelo Hayes. Le 30 septembre à NXT No Mercy, il devient le nouveau champion de NXT en prenant sa revanche sur son même adversaire, remporte le titre pour la première fois de sa carrière et son second titre personnel. 
Le 9 décembre à NXT Deadline, il conserve son titre en battant Baron Corbin.
Le 4 février 2024 à NXT Vengeance Day, il conserve son titre en battant Trick Williams. 
Le 6 avril à NXT Stand & Deliver, il conserve son titre en battant Tony D'Angelo. Le 23 avril à NXT Spring Breakin', il ne conserve pas sa ceinture, battu par Trick Williams dans un match revanche, ce qui met fin à un règne de 206 jours.

#### Draft àRaw(2024-...)
Huit soirs plus tard à Raw, lors du Draft, il est annoncé être officiellement transféré au show rouge par Teddy Long. La semaine suivante à Raw, il fait ses débuts dans le show rouge, dispute son premier match et bat Ricochet au premier tour du tournoi King of the Ring. Le 13 mai à Raw, il perd face à Jey Uso en quart de finale du tournoi. 
Le 30 septembre, il souffre d'une déchirure du ligament croisé antérieur du genou droit et va devoir s'absenter entre 6 et 9 mois.

## Palmarès
- German Wrestling Federation/Next Step Wrestling
  - 1 fois NSW Heavyweight Champion
  - 1 fois NSW European Champion

- Westside Xtreme Wrestling
  - 1 fois wXw Unified World Wrestling Championship
  - 3 fois wXw World Tag Team Champion avec Robert Dreissker (1), Dirty Dragan et Julian Nero (1) et Walter (1)
  - 2 fois wXw Shotgun Champion
  - wXw 16 Carat Gold Tournament (2017)

- World Wrestling Entertainment
  - 1 fois NXT Champion[28]
  - 1 fois NXT UK Champion

## Récompenses des magazines
- Pro Wrestling Illustrated

| Année | 2018 | 2019 | 2020 | 2021 | 2022 | 2023 | 2024 |
| ----- | ---- | ---- | ---- | ---- | ---- | ---- | ---- |
| Rang  | 113  | 133  | 125  | 175  | 72   | 151  | 30   |

- Wrestling Observer Newsletter

| # | Résultat | Adversaire | Évènement       | Date            | Durée | Lieu             | Notes                                                                                   |
| - | -------- | ---------- | --------------- | --------------- | ----- | ---------------- | --------------------------------------------------------------------------------------- |
| 1 | Défaite  | Walter     | WWE NXT UK #116 | 29 octobre 2020 | 25:09 | Londres          | Le titre de Champion Du Royaume-Uni de Walter était en jeu.                             |
| 2 | Victoire | Walter     | NXT TakeOver 36 | 22 août 2021    | 22:03 | Orlando, Floride | Le titre de Champion Du Royaume-Uni de Walter était en jeu. (le match a été noté 5.25). |